# Sada Williamsová
Sada Williamsová (* 1. prosince 1997) je barbadoská atletka, sprinterka, jejíž specializací jsou běhy na 200 a 400 metrů. Jejím největším úspěchem je zisk dvou bronzových medailí na trati 400 metrů ze světových šampionátů z let 2022 a 2023.

## Osobní rekordy

### Dráha
- běh na 200 metrů – 22,61 s – 18. března 2016, Saint Michael
- běh na 400 metrů – 49,75 s – 22. července 2022, Eugene

### Hala
- běh na 400 metrů – 52,28 s – 11. února 2022, Fayetteville